# Konrad Sack

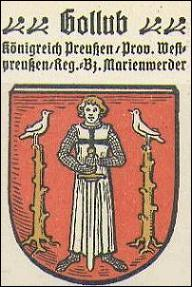
Konrad Sack na starym herbie Golubia

Konrad Sack, także Conradus Saccus, Cunrad Sagk, Zak (urodz.?, zm. po 1306) – komtur dzierzgoński w roku 1296, komtur ziemi chełmińskiej w latach 1296–1298, komtur toruński w latach 1299–1302, komtur golubski w roku 1306, mistrz krajowy Prus latach 1302–1306.

## Życiorys
Konrad urodził się w rodzinie ministeriałów będących w służbie wójtów Gery w Turyngii i Plauen w Saksonii.
Najprawdopodobniej Konrad Sack przybył do Prus w roku 1283. Związał się początkowo z konwentem w Królewcu, a po wstąpieniu Meinharda von Querfurta na urząd mistrza krajowego pełnił służbę u jego boku jako kompan. Zaufanie, jakie zdobył służbą przy samym mistrzu, pozwoliły mu kolejno objąć stanowisko komtura Dzierzgonia, komtura ziemi chełmińskiej oraz komtura Torunia. W roku 1299 po śmierci Meinharda von Querfurta stanął na czele prowincji pruskiej łącząc na krótko urząd komtura toruńskiego z funkcją zastępcy mistrza krajowego. W roku 1302, po rezygnacji Helwiga von Goldbacha, powołany został na stanowisko mistrza krajowego Prus. Urząd mistrza sprawował do marca 1306 roku, kiedy to złożył go z uwagi na swój wiek i słabe zdrowie. Po rezygnacji na krótko objął we władanie komturstwo w Golubiu-Dobrzyniu, wkrótce potem zmarł. Pochowany został w katedrze w Chełmży.